# Ceili McCabe
Ceili McCabe (* 17. September 2001 in Vancouver) ist eine kanadische Leichtathletin, die sich auf den Hindernislauf spezialisiert hat.

## Sportliche Laufbahn
Erste internationale Erfahrungen sammelte Ceili McCabe, die an der West Virginia University studiert, im Juli 2022, als sie bei den Weltmeisterschaften in Eugene mit 9:32,73 min im Vorlauf über 3000 m Hindernis ausschied. Im Jahr darauf verpasste sie bei den Weltmeisterschaften in Budapest mit 9:29,30 min den Finaleinzug. 2024 siegte sie mit neuem kanadischen Landesrekord von 9:20,58 min beim USATF Los Angeles Grand Prix und anschließend kam sie bei den Olympischen Sommerspielen in Paris mit 9:20,71 min nicht über die Vorrunde hinaus.
In den Jahren 2022 und 2024 wurde McCabe kanadische Meisterin im 3000-Meter-Hindernislauf.

## Persönliche Bestzeiten
- 1500 Meter: 4:10,87 min, 15. Juni 2024 in Burnaby
  - 1500 Meter (Halle): 4:12,78 min, 28. Januar 2023 in New York City
  - Meile (Halle): 4:29,26 min, 9. März 2024 in Boston
- 3000 m Hindernis: 9:20,58 min, 17. Mai 2024 in Los Angeles (kanadischer Rekord)